# Działanie inotropowe
Działanie inotropowe – działanie danej substancji lub leku polegające na modulowaniu siły i częstości skurczów mięśni, szczególnie serca:
- Dodatni efekt inotropowy – wzmocnienie siły skurczu serca (pod wpływem np. glikozydów naparstnicy lub katecholamin).
- Ujemny efekt inotropowy – osłabienie siły skurczu serca (pod wpływem np. antagonistów wapnia)[2].